# Valdemar Brüggemann
Valdemar Brüggemann (1714 – 23. februar 1793 i København) var en dansk officer, Ridder af Dannebrog.
Han var søn af oberst Ulrik Frederik Brüggemann, trådte 1734 i militær tjeneste ved søndre jyske nationale Infanteriregiment, hvor han 1738 blev kaptajn; 1744 blev han forsat til Kronprinsens Regiment og herfra 1748 til Livgarden til Fods som kompagnichef, i hvilken stilling han samme år fik karakter som major, 1752 som generaladjudant, o. 1754 som oberstløjtnant af infanteriet og 1755 som oberst. 1759 blev han ansat ved 1. oplandske nationale Infanteriregiment, med hvis ene bataljon han samme år sendtes til hæren, der samledes i Holsten, og ved tilbagekomsten her fra chef for 1. vesterlenske Infanteriregiment, 1769 generalmajor og chef for 2. smålenske Infanteriregiment, 1774 Hvid Ridder og 1781 generalløjtnant. 1785 afgik han fra tjenesten med generals karakter og tog ophold i København, hvor han ugift døde i huset hos sin nevø, kommandør i Flåden William Walker Stockfleth, 23. februar 1793. Den 8. marts 1793 hensat i Kirke Helsinge kirke.